# 보드카 (말)
보드카(Vodka, 일본어: ウオッカ, 2004년 4월 4일 ~ 2019년 4월 1일)는 일본의 경주마, 번식빈마다. 2008년과 2009년에 JRA상을 수상했다.

## 경주 성적
| 날짜        | 경마장 | 경기명      | 등급 | 트랙       | 배당 (인기 순위) | 순위 | 시간       | 기수            | 우승마 (2위마)  |
| ----------- | ------ | ----------- | ---- | ---------- | ---------------- | ---- | ---------- | --------------- | --------------- |
| 2006.10.29. | 교토   | 2세 신마    | -    | 잔디 1600m | 3.3 (2)          | 1    | 1:35.0     | 사메시마 가쓰야 | (레이스 돌)     |
| 2007.05.27. | 도쿄   | 도쿄 우준   | G1   | 잔디 2400m | 10.5 (3)         | 1    | 2:24.5     | 시이 히로후미   | (아사쿠사 킹스) |
| 2008.06.08. | 도쿄   | 야스다 기념 | G1   | 잔디 1600m | 4.1 (2)          | 1    | 1:32.7     | 이와타 야스나리 | (아르마다)      |
| 2008.11.02. | 도쿄   | 추계 천황상 | G1   | 잔디 2000m | 2.7 (1)          | 1    | 1:57.2 (R) | 다케 유타카     | (다이와 스칼렛) |

- R: 신기록

## 창작물
- 보드카는 말인간 미소녀로 모에화되어 《우마무스메 프리티 더비》에도 등장한다.

## 갤러리

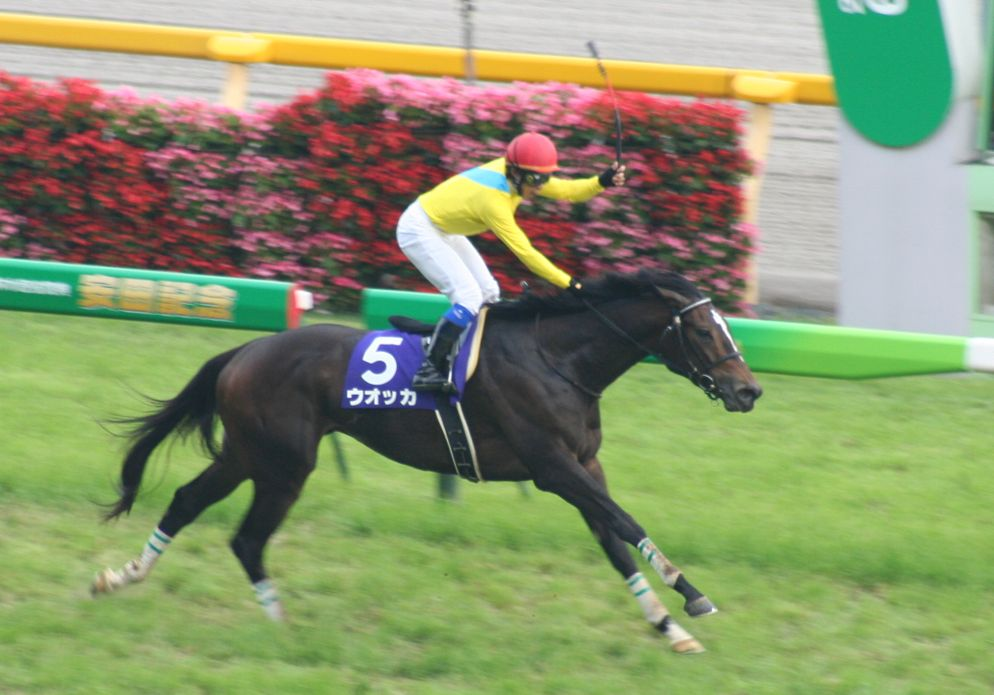
2008년 야스다 기념에 참가한 보드카